# Oxychalepus
Oxychalepus là một chi bọ cánh cứng trong họ Chrysomelidae.
Chi này được miêu tả khoa học năm 1937 bởi Uhmann.

## Các loài
Các loài trong chi này gồm:
- Oxychalepus alienus (Baly, 1885)
- Oxychalepus anchora (Chapuis, 1877)
- Oxychalepus balyanus (Weise, 1911)
- Oxychalepus bisignatus (Chapuis, 1877)
- Oxychalepus centralis (Uhmann, 1940)
- Oxychalepus elongata (Chapuis, 1877)
- Oxychalepus externa (Chapuis, 1877)
- Oxychalepus insignita (Chapuis, 1877)
- Oxychalepus normalis (Chapuis, 1877)
- Oxychalepus opacicollis Ramos, 1998
- Oxychalepus paranormalis Ramos, 1998
- Oxychalepus posticatus (Baly, 1885)
- Oxychalepus proxima (Guérin-Méneville, 1844)
- Oxychalepus trispinosis (Pic, 1931)